# Kunratice u Cvikova
Kunratice u Cvikova (deutsch Kunnersdorf) ist eine Gemeinde des Okres Česká Lípa in der Region Liberec im Norden der Tschechischen Republik am Südhang des Lausitzer Gebirges. Sie liegt vier Kilometer östlich von Cvikov (Zwickau in Böhmen) an der Europastraße 442 von Děčín (Tetschen) nach Liberec (Reichenberg) im Tal des Flüsschens Svitávka (Zwittebach).

## Verkehr
Ab 1905 war Kunratice mit der Bahnstrecke Svor–Jablonné v Podještědí (Röhrsdorf – Deutsch Gabel) an das Eisenbahnnetz angeschlossen. 1975 wurde der Betrieb auf der Strecke eingestellt.

## Geschichte
Die erste Erwähnung von Kunratice findet sich 1352; bereits 1358 wurde der erste Kirchenbau zitiert. Die ersten Besitzer waren die Burgherren der ortsnahen Veste, welche jedoch nur bis ca. 1529 bestand und von der heute nur noch der Name der Zámecký vrch (Schloßberg, 431 m) zeugt.
1388 fiel das Dorf an Heinrich Berka von Dubá, welcher es an die Herrschaft von Milštejn (Mühlstein) anschloss.
Die Einwohner verdienten anfangs ihren Lebensunterhalt mit Landwirtschaft und mit der Weberei. Später wurden im Dorf drei Mühlen, eine Ziegelei, eine Möbelfabrik sowie eine Spiegelschleiferei errichtet.
Durch die Vertreibung der deutschen Bewohner nach 1945 sowie Vernichtung der kleineren Betriebe entvölkerte sich das Dorf zusehends. Nur die Möbelfabrik blieb bestehen.

## Sehenswürdigkeiten

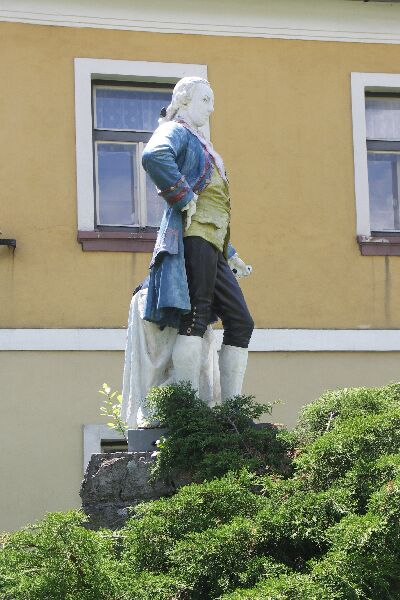
Statue Kaiser Josefs II.

- klassizistische dreischiffige Kirche zur Erhöhung des hl. Kreuzes
- spätbarocke Statue des Hl. Nepomuk
- Kunstglashütte, es ist die Produktionsstätte des   Glaskünstlers Jiří Pačinka. Im Außengelände der Hütte können ganzjährig künstlerisch gestaltete überdimensionale Glasblumen und -Objekte besucht werden. In Nachbarschaft befindet sich in der profanierten Kirche eine  Ausstellung von Indoor-Glasobjekten von der Glashütte.
- Statue des Kaisers Josef II. aus dem Jahre 1882
- Zámecký vrch (Schloßberg, 431 m), nicht zu verwechseln mit dem Zámecký vrch bei Česká Kamenice (Böhmisch Kamnitz)
- Dutý kámen (Hohlstein)
- Skála smrti (Totenstein, Jungfernsprung), ein großes Felsrelief am südlichen Ende des Dorfes

## Persönlichkeiten
- Josef Fuhrich (1897–1945), deutsch-österreichischer Mathematiker